# سرغایا
سرغایا (به عربی: سرغایا) یک منطقهٔ مسکونی در سوریه است که در شهرستان الزیدانی واقع شده‌است.

## خصوصیات
سرغایا ۷٬۵۰۱ نفر جمعیت دارد و ۱٬۴۴۶ متر بالاتر از سطح دریا واقع شده‌است.